# Brachanthemum baranovii
Brachanthemum baranovii là một loài thực vật có hoa trong họ Cúc. Loài này được (Krasch. & Poljakov) Krasch. mô tả khoa học đầu tiên năm 1949.